# München (Schiff, 1927)
Die München war ein 1927 gebauter Trawler (Fischereikennzeichen PG 465) der Fischfangreederei "Nordsee" Deutsche Hochseefischerei, Wesermünde, und operierte aus dem Heimathafen Geestemünde. Das Schiff wurde im April 1940 von Norwegen erbeutet, dann im Juni 1940 von der Kriegsmarine übernommen, entsprechend umgebaut und im Januar 1941 als Wetterbeobachtungsschiff 6 (WBS 6) in Dienst gestellt.
Mit dem Aufbringen der München am 7. Mai 1941 gelang es der Royal Navy, wichtige deutsche Codebücher und Anweisungen zum Einstellen der Enigma-Chiffriermaschine in ihren Besitz zu bringen.

## Schicksal als Fischdampfer
Während die München im April 1940 in der Barentssee fischte, erfolgte am 9. April der deutsche Überfall auf Norwegen. In Unkenntnis dieser Sachlage lief das Schiff am 11. April zu Beginn seiner Heimreise nach Deutschland den kleinen Fischereihafen Honningsvåg auf der Nordkapinsel Magerøya an. Dort wurde es von der örtlichen Freiwilligenmiliz konfisziert.

## Wetterbeobachtungsschiff
Nach der Kapitulation Norwegens im Juni 1940 wurde das Schiff von der Kriegsmarine übernommen, entsprechend umgebaut und im Januar 1941 als Wetterbeobachtungsschiff 6 (WBS 6) in Dienst gestellt. Die Besatzung bestand nunmehr aus 17 Mann und vier Meteorologen. Die Wetterbeobachtungsschiffe (WBS) der Kriegsmarine hatten die Aufgabe, Wetterberichte an die Marineleitung und insbesondere für die Handelskrieg führenden U-Boote zu liefern.

### Die Wetterbeobachtungsschiffe und die Enigma
Der in Bletchley Park arbeitende britische Kryptoanalytiker Harry Hinsley kam im April 1941 zu der Überzeugung, dass die deutschen Wetterbeobachtungsschiffe, die unbewaffnet und einsam an ihren Positionen lagen, die gleichen Enigma-Maschinen und Codebücher benutzten wie die deutschen U-Boote. Zwar verschlüsselten die WBS ihre Wetterberichte nicht mit der Enigma, aber sie brauchten die Codes, um an sie gerichtete Funksprüche zu entschlüsseln. Konnte man das Codebuch von einem dieser WBS erbeuten, so wäre man in der Lage, den Enigma-Code der Kriegsmarine zu entschlüsseln und somit Funksprüche an U-Boote und von U-Booten zu lesen und deren Positionen zu bestimmen. Obwohl man davon ausgehen musste, dass die Besatzung eines angegriffenen WBS die momentan gültigen Enigma-Einstellungen und Codes über Bord werfen würde, glaubte Hinsley, dass die Einstellungen für den folgenden Monat wahrscheinlich in einem Safe eingeschlossen und von der Besatzung dort zurückgelassen würden, wenn diese zum schnellen Verlassen ihres Schiffes gezwungen würde.

### Das Aufbringen derMünchen
Die britische Admiralität ließ sich überzeugen und schickte Anfang Mai 1941 sieben Kreuzer und Zerstörer in das Seegebiet nordöstlich von Island. Dort gelang es dem Zerstörer Somali am 7. Mai, die München aufzubringen und dabei die Enigma-Einstellungen für den Monat Juni zu erbeuten.  Damit konnten die Funksprüche der Kriegsmarine im Juni sehr schnell entschlüsselt werden.
Um die Deutschen irrezuführen und die Erbeutung der Enigma-Codes geheim zu halten, wurde die München als versenkt gemeldet. Sie wurde 1943 auf die Färöer-Inseln verkauft und dort unter dem neuen Namen Froyen wieder als Fischdampfer in Dienst gestellt.

## Nachspiel
Als die deutsche Marineleitung Mitte Juni die in der Enigma benutzten Bigramm-Tabellen auswechselte, wurde es für die Royal Navy notwendig, die neuen Codes zu erbeuten. Dies gelang dem Zerstörer Tartar, der am 28. Juni 1941 das bei Jan Mayen stationierte Wetterbeobachtungsschiff WBS 3 Lauenburg aufbrachte, dabei die neuen Anweisungen für die Steckerverbindungen und die innere Einstellung der Enigma-Maschine erbeutete und die Lauenburg danach versenkte.